# Philip Bobbitt

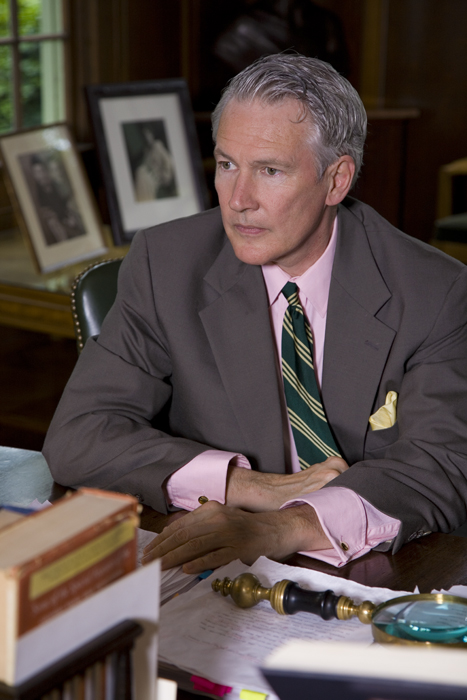
Philip Bobbitt (2007)

Philip Chase Bobbitt (* 22. Juli 1948 in Temple, Texas) ist ein US-amerikanischer Militärstratege, Verfassungsrechtler, Hochschullehrer und Autor. Bekannt wurde er durch den Bestseller The Shield of Achilles mit seiner Prognose einer Ablösung der Nationalstaaten durch den Marktstaat.

## Leben
Philip Bobbitt ist das einzige Kind der Familie Bobbitt. Seine Mutter Rebekah Johnson Bobbitt war die ältere Schwester des US-Vizepräsidenten und späteren Präsidenten Lyndon B. Johnson. Sein Großvater mütterlicherseits war der texanische Parlamentarier Sam Ealy Johnson.
Bobbitt schloss das Fach Philosophie 1971 an der Princeton University ab. Seine Arbeit mit dem Titel Über Wittgenstein und eine Philosophische Theologie wurde von Richard Rorty wissenschaftlich begleitet. 1975 schloss er die Yale Law School mit dem Grad JD (Juris Doctor) ab. In den Jahren 1981 und 1982 und erneut 2004 hatte er jeweils ein Forschungsstipendium. An der University of Oxford in England erreichte er einen Master of Arts und promovierte dort im Fach Neuere Geschichte 1983. Von 1983 bis 1990 war er Fellow am Nuffield College in Oxford, wo er Neuere Geschichte lehrte. Später hatte er in den Jahren von 1994 bis 1997 ein Forschungsstipendium am Department of War Studies des King’s College London. 2004 wurde er in die American Academy of Arts and Sciences aufgenommen.

## Lehrtätigkeiten
Bis 2007 war Bobbitt Professor an der University of Texas at Austin, wo er Verfassungsrecht lehrte. Zwei Gastprofessuren führten ihn 2005 an die Harvard Law School und 2007 als Professor an die Juristische Fakultät der Columbia University in New York City, an die er im selben Jahr berufen wurde. An der University of Texas gibt er Gastvorlesungen und ist Fellow am Robert Schwarz Strauss Center for International Security and Law der Universität.

## Regierungsarbeit
Bobbitt hat sowohl für Präsidenten der Demokratischen als auch der Republikanischen Partei gearbeitet. Er war einer der juristischen Berater für Präsident Jimmy Carter und arbeitete mit Lloyd Cutler an den Statuten der CIA. In der Iran-Contra-Affäre war er Rechtsberater des Komitees des US-Senats. Während der Präsidentschaft von George Bush war er Berater für Internationales Recht im Außenministerium. Im Nationalen Sicherheitsrat war er in dieser Zeit als Direktor zuständig für Spionage-Programme. Während der Präsidentschaft Bill Clintons war er Chef der Strategischen Planungen.

## The Shield of Achilles
2002 veröffentlichte Philip Bobbitt dieses 900-seitige Werk, das den historischen Wandel in der Moderne und die Entwicklung des modernen Verfassungs- und Völkerrechts erläutert.
Die Verfassungsordnung des Marktstaates des 21. Jahrhunderts wird den Nationalstaat des 20. Jahrhunderts als Folge des Endes des langen Krieges ablösen. Der Nationalstaat mit seiner massenhaften kostenlosen öffentlichen Bildung, dem universellen Wahlrecht und der Politik der sozialen Sicherheit versprach das Wohlergehen der Nation; der Marktstaat verspricht, die Möglichkeiten des Volkes zu maximieren, und neigt daher dazu, viele staatliche Aktivitäten zu privatisieren. Die wahlabhängige und repräsentative Regierung wird an Bedeutung verlieren und stärker den Marktgesetzen folgen.
In Abkehr von der monolithischen Idee des Nationalstaates des westfälischen Systems identifiziert er fünf Verfassungsordnungen, die im Zusammenhang mit strategischen und technologischen Innovationen entstehen: Fürstenstaaten, Königsstaaten, Territorialstaaten, Staatsnationen und Nationalstaaten. Im Buch II, Staaten des Friedens, wird postuliert, dass die großen Friedenskongresse, die die Gewinner und Verlierer epochaler Kriege aussortierten, Verfassungen für die Gesellschaft der Staaten schrieben und damit jede neue Verfassungsordnung ratifizierten (Augsburg/Fürstenstaat; Westfalen/Königreichsstaat; Utrecht/Territorialstaat; Wien/Staatsnation; Versailles/Nationalstaat). Das Buch endet mit einer Reihe von Szenarien, die die zukünftige Entwicklung der Gesellschaften der Marktstaaten vorwegnehmen.
Erhard Eppler sieht den Grund dafür darin, dass „hier endlich einer zeigte, worauf die(..) Geschichte im 21. Jahrhundert hinauslaufen sollte: Den Marktstaat“, der „Schlusspunkt und Zielpunkt“ der marktradikalen Epoche sein sollte. Seine Aufgabe sollte sein, „Märkte rechtlich zu ordnen und zu schützen“, nicht nur Märkte für Waren und Dienstleistungen, sondern auch den möglichst freien Arbeitsmarkt, den Erziehungsmarkt, den Versicherungsmarkt und den Sicherheitsmarkt. Die Märkte sollten „opportunities“ anbieten, die Bürger nur noch als Kunden gefragt sein. Die Politik verlöre dann ihren Gegenstand und würde „eindeutig, einseitig und ohne Vorbehalt zur Magd der Ökonomie“.
Der Schild des Achilleswurde 2003 mit dem Großen Preis der Hamilton Awards ausgezeichnet und erhielt die Arthur Ross Bronzemedaille des Council on Foreign Relations für das beste Buch in der Außenpolitik des Jahres.

## Veröffentlichungen
- Constitutional Fate: Theory of the Constitution. Oxford University Press, New York City/Oxford 1984, ISBN 0-19-503422-8.
- Democracy and Deterrence: The History and Future of Nuclear Strategy. St. Martin’s Press, New York City 1987, ISBN 0-312-00523-7.
- mit Gregory F. Treverton und Lawrence Freedman United States Nuclear Strategy: A Reader. New York University Press, New York City, USA, ISBN 0-8147-1107-3.
- mit Guido Calabresi: Tragic Choices. W. W. Norton, New York City 1990, ISBN 0-8147-1107-3.
- Constitutional Interpretation. B. Blackwell, Cambridge, Massachusetts, USA 1991, ISBN 0-631-16485-5.
- The Shield of Achilles: War, Peace, and the Course of History, Vorwort Michael Howard. Alfred A. Knopf, New York City 2002, ISBN 0-375-41292-1.
- Terror and Consent: The Wars for the Twenty-first Century. Knopf/Penguin, New York City 2008, ISBN 978-1-4000-4243-2.
- Garments of Court and Palace: Machiavelli and the World That He Made. Atlantic Monthly Press, New York City 2013, ISBN 978-0-8021-2074-8.

## Interview
- FAZ am 10. Juni 2013, S. 27: Nicht der Staat ist die Gefahr, es sind die Datenmassen in Privathänden. Ein Gespräch mit dem New Yorker Verfassungsrechtler Philip Bobbitt, der schon als Sicherheitsberater Clintons für den Überwachungsstaat eintrat.